# Живей опасно
„Живей опасно“ е български телевизионен игрален филм (психологическа драма) от 1989 година на режисьора Наталия Пискова, по сценарий на Ирина Акташева. Оператор е Стефан Иванов. Музиката е на композитора Георги Минчев, а художник е Виолета Йовчева.
Сценарият е написан по мотиви от повестта на Александър Томов „Памет“.

## Сюжет
Валери е ученик в последния клас на гимназията, изключително независим, добър спортист. Между него и баща му, с когото живее, съществува много близка връзка. С майка си и втория ѝ съпруг той е студен и груб, като не приема показността и празнотата в живота им. Поредната сърдечна криза на бащата прераства в инфаркт и той умира. Поредица от случайности кара Валери да повярва, че баща му е бил убит от немарливото отношение на дежурния доктор Сребров, подценил сериозното заболяване на пациента. Валери се запознава с младата приятелка на баща си, която го е използвала, за да отмъсти за изневерите на годеника си. Амбицията на Валери да намери лекаря и да го накаже, го изважда от вцепенението след тежката загуба. Разбирайки, че Сребров е в планината, младежът тръгва след него и го открива контузен и застрашен от измръзване в зимната буря. Разговорът между двамата обърква и разколебава сина, приел своята истина за единствена. Но и самият Сребров се лута между аргументите за своята вина и невинност, потресен, че не е направил всичко, за да спаси живота на един човек. Валери решава да си отмъсти, като оставя ранения Сребров в полуразрушена хижа, но после се връща, за да го спаси. На слизане объркват пътя и попадат на група ловци. Обнадежден, че няма да измръзнат, Валери привлича вниманието им, но един заблуден куршум е фатален...

## Актьорски състав
| Роля                                        | Изпълнител                              |
| ------------------------------------------- | --------------------------------------- |
| Валери                                      | Георги Гавазов                          |
| Петър, инженер-архитект, баща на Валери     | Стефан Данаилов                         |
| Маргарита, майката на Валери                | Катя Паскалева                          |
| Ана-Лиза Александрова, приятелката на Петър | Ваня Цветкова                           |
| д-р Сребров от „Бърза помощ“                | Стоян Алексиев                          |
| вуйчо Иван, месарят                         | Красимир Ранков                         |
| Симеончо Борисов                            | Филип Трифонов                          |
| годеникът на Ана-Лиза                       | Ириней Константинов                     |
| следователят                                | Асен Кисимов (като Асен Ангелов)        |
|                                             | Юлия Дживджовска                        |
|                                             | Стефан Попов                            |
|                                             | Емилия Гиргинова                        |
|                                             | Параскева Джукелова                     |
|                                             | Елена Арсова                            |
|                                             | Рени Врангова (като Радостина Врангова) |
|                                             | Йоана Христова                          |
|                                             | Валерий Найденов                        |
|                                             | Денислав Скорчев                        |
|                                             | Иво Шиндаров                            |
|                                             | Иван Велчев                             |